# Scaphyglottis fasciculata
Scaphyglottis fasciculata là một loài thực vật có hoa trong họ Lan. Loài này được Hook. miêu tả khoa học đầu tiên năm 1841.